# Histoire du Parti communiste français pendant la drôle de guerre
Pour un article plus général, voir Histoire du Parti communiste français.
 (mai 2023).
Cet article traite de la tranche d'histoire du Parti communiste (PC) français pendant la drôle de guerre, soit entre le 3 septembre 1939 (date de la déclaration de guerre de la France à l'Allemagne) et le 14 juin 1940, date de l'entrée de l'armée allemande dans Paris. 
La signature du Pacte germano-soviétique le 23 août 1939 ébranle le parti, qui voit plus du tiers de ses députés se désolidariser de la nouvelle ligne de condamnation de la « guerre impérialiste » dictée par le Komintern. 
La direction, elle, suit les directives du régime de Staline, après avoir justifié l'invasion soviétique de la Pologne, soutient les propositions de paix de Staline et de Hitler. 
L'appui du parti au Pacte germano-soviétique entraîne sa dissolution en septembre 1939 par les gouvernements Daladier IV et V.
Dans la clandestinité, le parti est confronté dans les mois qui suivent à la dissidence d'une partie de ses élus et militants mais continue de condamner la guerre menée par le Royaume-Uni et la France et soutient l'agression soviétique de la Finlande (Guerre d'Hiver 30 novembre 1939 – 13 mars 1940).
Les députés membres du groupe ouvrier et paysan français (groupe communiste reconstitué) qui n'ont pas condamné le Pacte germano-soviétique sont déchus de leur mandat le 21 janvier 1940 et condamnés le 3 avril 1940 à quatre ans de prison avec sursis ou cinq ans de prison ferme et à cinq ans de privation de leurs droits civiques et civils.

## Contexte historique: des accords de Munich à l'entrée en guerre
À la veille de la guerre, le Parti communiste français est le plus puissant d'Europe occidentale. Il compte environ 270 000 militants mais seulement 72 députés, contre 167 pour le Parti radical.
Le 30 septembre 1938, Édouard Daladier et Arthur Neville Chamberlain signent avec Adolf Hitler et Benito Mussolini les accords de Munich, qui donnent une partie de la Tchécoslovaquie à l'Allemagne. À la Chambre des députés, avec seulement deux autres députés, les 73 communistes rejettent les accords. Les communistes sont persuadés que la France et le Royaume-Uni, qui ont refusé une alliance avec l'Union soviétique, ont voulu détourner les foudres allemandes vers les Soviétiques. Jusqu'alors, les communistes français n'avaient pas de mal à concilier leur fidélité à l'URSS et l'antifascisme. Toutefois, le 23 août 1939, ils sont totalement pris au dépourvu en apprenant par la radio et les journaux la signature du Pacte germano-soviétique. 
Après l'Anschluss de l' Autriche et de la Tchécoslovaquie, le régime nazi lorgnait du côté de la Pologne en faisant valoir des droits sur le corridor de Dantzig. Dès le mois de mai 1939, les diplomates soviétiques à Berlin avaient commencé à prendre langue avec leurs homologues allemands. Des pourparlers secrets avaient été engagés, qui devaient permettre à l'URSS de rester à l'écart d'un conflit, jugé inévitable. 
Le Pacte est signé le 23 août, des accords secrets prévoyant le partage de la Pologne. Le 3 septembre, deux jours après l'invasion de la Pologne commence, la France et le Royaume-Uni déclarent la guerre à l'Allemagne. Pendant quelques jours, les communistes français essayent de concilier leur fidélité à l'URSS et leurs convictions antifascistes. Ils sont troublés et connaissent quelques défections à la base, mais dans l'ensemble, ils ne mettent pas en doute le bien-fondé du Pacte. Il n'est pas question de le désavouer. Dans l'immédiat, il n'y a aucune explication et aucune consigne ne leur parvient par les canaux habituels de l'Internationale. Pour recevoir des explications, ils envoient alors à Moscou Arthur Dallidet, accompagné d'un de ses adjoints, Georges Beaufils. En attendant les explications, ils votent à l'Assemblée nationale les crédits de guerre le 2 septembre, et le chef du parti, Maurice Thorez, rejoint son unité.

## Entrée en guerre de la France et dissolution du parti
En fait, la rupture est déjà consommée avec le président du Conseil de l'époque, Édouard Daladier, qui interdit la presse communiste le 26 août et fait arrêter les militants communistes qui distribuent des tracts en faveur du Pacte. 
La crise à l'intérieur du parti, et jusqu'au plus haut niveau, est profonde. 22 des 74 parlementaires communistes quittent le groupe communiste à la chambre des députés et le parti lui-même pour créer un nouveau groupe parlementaire : l’Union populaire française. Il y a de plus trois autres dissidents. Au total, plus du tiers des députés communistes se désolidarisent du Pacte germano-soviétique et quittent, au moins provisoirement, le parti. 
Début septembre 1939, alors que la France est entrée en guerre, le secrétariat du Comité exécutif de l'Internationale communiste envoie un télégramme, dont la direction du parti prend connaissance entre le 13 et le 20 du même mois, dans lequel il précise : « Prolétariat mondial ne doit défendre Pologne fasciste », « ancienne distinction entre états fascistes et soi-disant démocratiques a perdu sens politique » et « à l'étape actuelle de la guerre, communistes doivent se déclarer contre la guerre ». 
Les dirigeants du PC redresseront leur ligne politique en fonction de cette directive. Après l'entrée des troupes soviétiques en Pologne, le parti approuve cette intervention. 
Daladier dissout le Parti communiste le 26 septembre 1939. Léon Blum prend publiquement position contre cette interdiction, tout en réprouvant le PC : « Je tiens la dissolution pour une faute. Alors que le Parti communiste restait accablé sous le poids de ses erreurs, il va pouvoir transporter le débat sur un tout autre terrain. La décomposition sera, non pas précipitée, mais enrayée. », écrit-il dans Le Populaire du 27 septembre 1939. Il ajoute : « Si des communistes sont personnellement convaincus de trahison, qu’on les poursuive et qu’on les fusille comme tous les traîtres. Mais le Parti Communiste en lui-même n’était justiciable, selon moi, que de la conscience publique et la seule peine dont il dut être frappé était la réprobation universelle ».

## Soutien des propositions de paix germano-soviétiques
Le 28 septembre, l'Allemagne et l'URSS signent le « Pacte d'amitié et de démarcation de la frontière » et déclaration commune, qui réclame l'arrêt immédiat de la guerre. De nouveaux protocoles secrets incluent la Lituanie dans la « sphère d'intérêt » de l'URSS. La direction du Parti communiste décide de soutenir les propositions de paix en les présentant comme l'initiative de l'URSS. La lettre à Édouard Herriot, signée par 44 députés communistes sur 74, appelle le Parlement à débattre du « problème de la paix » qu'ils souhaitent « juste et durable ». Contrairement à l'espoir de ces députés, la paix n'est cependant possible que dans les conditions imposées par l'Allemagne qui prévoient la conservation des conquêtes allemandes en Pologne. La lettre accuse l'Angleterre et la France d'être des « fauteurs de guerre » et donne ainsi à la presse des raisons d'accuser les communistes de « trahison ». Le gouvernement Daladier saisit l'occasion fournie par la lettre pour en finir avec la dernière organisation communiste légale, le Groupe ouvrier et paysan. Le 5 octobre, il clôt la session parlementaire, privant les députés de leur immunité.
À Moscou, Dallidet et Beaufils n'ont pu rencontrer que des personnalités de second plan. Ils rentrent en France sans véritable éclaircissement sur les intentions soviétiques. C'est à la fin du mois de septembre que Georgi Mikhailov Dimitrov, secrétaire de l'Internationale, fait parvenir à Paris des directives beaucoup plus sérieuses, transmises par Raymond Guyot, en poste à Moscou en tant que secrétaire général des jeunesses de l'Internationale. Ordre est donné de cesser les attaques contre les Allemands et de ne plus dénoncer que la « guerre impérialiste » des Britanniques et des Français. 
Les communistes qui quittent le parti pour cause de désaccord avec le Pacte sont l'exception. Dans le groupe parlementaire où les défections sont particulièrement nombreuses, on compte finalement 25 démissions sur les 72 députés du groupe, dont deux membres du Comité central. Les autres députés, sont arrêtés, déchus de leur mandat le 21 janvier 1940 et condamnés le 3 avril 1940 par le 3e tribunal militaire de Paris à quatre ans de prison avec sursis ou cinq ans de prison ferme, 4 000 ou 5 000 francs d'amende et cinq ans de privation de leurs droits civiques et politiques pour appartenance au groupe ouvrier et paysan et avoir « exercé une activité ayant directement ou indirectement pour objet de propager des mots d'ordre émanant de la IIIe Internationale ». Certains seront emprisonnés en France et déportés en Algérie. Ils seront libérés après le débarquement allié en Afrique du Nord en 1943. D'autres vivront dans la clandestinité en France, et certains seront tués par le régime de Vichy. 
En juin 1940, des représentants du Parti négocient avec les autorités allemandes la reparution légale de L'Humanité,.

## Repli de la direction sur la Belgique, désertion de Thorez et plongée dans la clandestinité
L'Internationale décide de regrouper son appareil et l'essentiel de la direction française en Belgique. Eugen Fried, le délégué de l'Internationale qui suit le parti français, s'y installe le 23 août. Giulio Cerreti reçoit le premier l'ordre de le rejoindre et est suivi de Maurice Thorez, Jacques Duclos, Arthur Ramette et Maurice Tréand. Un ordre officiel de Dimitrov, transmis par Mounette Dutilleul, enjoint à Thorez de déserter. Dans la nuit du 4 au 5 octobre, il quitte son poste de Chauny et passe la frontière belge. Il arrive à Moscou le 8 novembre 1939 et y reste en secret.
Pour la vie quotidienne des communistes, le fait majeur à partir du 26 septembre 1939 est qu'on ne peut plus être communiste que mobilisé, clandestin ou emprisonné. Cette règle reste en vigueur jusqu'à la Libération, en août 1944, mais à partir de juin 1940, on ne peut plus être mobilisé. En septembre 1939, tous les hommes jusqu'à 40 ans sont mobilisés. Jacques Duclos, Benoît Frachon et Charles Tillon ont passé la limite d'âge. Pour ces responsables, qui ne sont pas mobilisés, mieux vaut ne plus dormir chez soi. Ceux qui ne sauront pas appliquer cette consigne de sécurité se feront arrêter. Ainsi, la moitié du Comité central et trois membres du Bureau politique, Marcel Cachin, Pierre Sémard et François Billoux, se retrouvent incarcérés.
Malgré le petit nombre de défections au sein de l'appareil, le PC, dans son ensemble, est complètement désorganisé. Il dispose bien d'un appareil clandestin, avec des planques, des caches de rechange, des imprimeries, mais il semble bien que l'hypothèse de la mobilisation n'ait pas été envisagée. C'était pourtant une condition de l'adhésion à la Troisième Internationale que de maintenir en place l'appareil clandestin. Ainsi, même si le parti avait pu mener une vie légale, il aurait dû être préparé à passer, volontairement ou non, dans la clandestinité. La plupart des responsables sont des hommes jeunes, qui sont allés peupler les casemates de la ligne Maginot. La conjonction de la mobilisation et de la dissolution du parti provoque cette désorganisation, que la mise sur pied d'un appareil clandestin avait précisément pour vocation d'éviter.

## Nouvelle organisation du Parti, suivi de la ligne de l'Internationale et répression
Les dirigeants qui ne sont pas mobilisés par l'armée et que l'Internationale ne transfère pas à Bruxelles sont envoyés dans les différentes régions. Ainsi, Charles Tillon sera responsable régional à Bordeaux, Gaston Monmousseau à Marseille et Auguste Havez en Bretagne.
À Paris, le parti maintient une activité minimale : distributions de tracts, parution épisodique de L'Humanité clandestine. Le 26 octobre, le premier numéro paraît sous la direction de Benoît Frachon. Le journal déclare que les communistes, en France comme en Allemagne, sont « debout malgré les mêmes méthodes d'exception. Debout contre le capitalisme, contre la réaction et l'hitlérisme, contre la guerre des profiteurs et des fascistes ». Il appelle les travailleurs à s'unir « contre la dictature de Daladier ». Bien qu'elle suive pour l'essentiel les directives de l'Internationale, la direction du parti s'en distingue par son appel à la lutte contre l'hitlérisme et la dénonciation des « méthodes fascistes » du gouvernement français. Depuis Moscou, André Marty s'active en particulier pour que la direction française « redresse » sa ligne politique et prend lui-même position contre la « guerre impérialiste ». Se référant à l'action des députés communistes qui avaient voté les crédits de guerre et leur déclaration de septembre dans l'esprit de l'« Union nationale », il prépare un véritable acte d'accusation contre la direction du parti. Il reproche notamment au manifeste du 14 octobre de ne contenir « aucune attaque contre Daladier et le gouvernement actuel » et de ne dénoncer « pas suffisamment l'attitude de la social-démocratie ».
Florimond Bonte est chargé de lire un texte au nom de son groupe devant l'assemblée des députés. Il commence à peine la lecture sous les huées que le président Édouard Herriot ordonne aux huissiers de l'expulser. Les 317 municipalités contrôlées par le parti sont dissoutes, et 2 800 élus déchus de leurs mandats. Au total, il y aura plusieurs milliers d'arrestations. Traqué par les policiers des brigades spéciales (BS) des renseignements généraux (RG), la répression s'installe jusque dans la Confédération générale du travail (CGT), réunifiée depuis 1936 mais toujours tenue en main par Léon Jouhaux. Le 18 septembre, le bureau confédéral de la CGT exclut tous ses membres qui ne souscriraient pas à sa condamnation du Pacte. Dans de nombreux syndicats de base, les communistes sont majoritaires : ils seront dissous par le ministre de l'Intérieur (620, au total).
Les militants communistes disponibles luttent pour que le parti survive et réorganisent leurs structures clandestines. Les jeunes filles de l'Union des jeunes filles de France (UJFF) montent en première ligne pour sauver leur parti : Claudine Chomat, Danielle Casanova, Georgette Cadras et beaucoup d'autres font merveille pour rétablir une cohésion et maintenir le moral. On les appellera agents de liaisons ou femmes de liaisons, mais elles assument par intérim des responsabilités considérables[réf. nécessaire].
Dans les mois qui suivent, la ligne fixée par Moscou ne change pas. Le secrétariat de l'Internationale exige du parti de lutter sous le mot d'ordre : « À bas la guerre impérialiste, paix immédiate ! ». En janvier 1940, Duclos conseille à Frachon de dissiper la confusion qui peut rester en raison des « bavardages "antihitlériens" dont se servent les fauteurs de guerre impérialistes ». Les dirigeants du PC soutiennent l'agression soviétique de la Finlande, L'Humanité saluant l'aide de l'Armée rouge « au prolétariat si exploité et brimé » de Finlande. À la Chambre des députés le 16 janvier, Étienne Fajon, sous les cris de ses adversaires, justifie l'attaque de la Finlande et déclare que la guerre menée par l'Angleterre et la France n'est pas une « guerre de défense de la liberté ». Le Parlement décide donc de retirer leurs mandats aux députés communistes qui n'ont pas condamné publiquement le parti avant le 26 octobre 1939.
À ce moment, 27 députés et un sénateur ont publiquement désapprouvé la politique des dirigeants du PC et de l'Internationale. 
Parmi ceux-ci est la troisième personnalité dans la hiérarchie du parti, Marcel Gitton. Duclos déclare alors que Gitton est un « traître » , et Benoît Frachon craint la constitution d'un nouveau parti qui romprait avec l'Internationale et le Parti communiste. Gitton est assassiné le 5 septembre 1941 par un groupe du PC.

## Intensification de la répression
Le 18 novembre 1939, un décret est adopté, portant sur les mesures à prendre à l'égard des individus dangereux pour la défense nationale et la sécurité publique et pour leur internement administratif.
Un tableau synthétique des mesures de répression contre les communistes, établi au 1er mars 1940, fait état de 10 550 perquisitions, 3 400 arrestations, 489 rétentions administratives et 100 condamnations par des tribunaux militaires, dont 14 condamnations à mort. En avril et mai, une deuxième vague de répression fera grossir le nombre des internés d'au moins 160.
Le procès des députés communistes qui a lieu du 20 mars au 3 avril 1940 est perçu par la direction du parti comme une occasion pour défendre la politique du parti et de l'Internationale. La déclaration qui est lue le dernier jour du procès s'inscrit dans cette ligne et sera reproduite en tracts.
Le décret-loi du 9 avril 1940, présenté au président de la République par le ministre SFIO] Albert Sérol (Journal officiel du 10 avril 1940), prévoyant la peine de mort pour propagande communiste, qui est mise sur le même plan que la propagande nazie, accentue les dangers.

## Opposition à l'effort de guerre français

### La question du sabotage
En 1951, A. Rossi fait état d'un certain nombre de sabotages à l'initiative des communistes : poudrerie de Sorgues, établissements Renault, établissement Farman (Aviation), établissements Weitz à Lyon, SOMUA (Chars) à Vénissieux, Compagnie générale de construction à Saint-Denis, CAPRA à Courbevoie.
Plus tard, les historiens auront tendance à reconsidérer les sabotages. Ainsi, Jean-Pierre Azéma, tout en notant que les actes de sabotage « furent très peu nombreux » et qu'un seul tract répertorié préconise le sabotage actif, mentionne toutefois qu'en plus de l'affaire des usines Farman, des actes de sabotage caractérisés ont lieu dans des usines pyrotechniques près de Bourges. Après avoir noté qu'« En l'état actuel des sources, un seul cas est connu avec certitude, celui du sabotage des moteurs d'avion aux usines Farman à Paris [...] », Stéphane Courtois conclut que « le dossier sabotage est dans l'ensemble assez peu fourni, pour ne pas dire inexistant. ». En 1987, Philippe Buton estime également que le cas des usines Farman est « un cas unique ». 
En avril 1940, surviennent des accidents d'avions sortis des usines Farman de Boulogne-Billancourt, provoquant la mort de pilotes. Une enquête révèle qu'il y a eu sabotage : avec un fil de laiton sectionné, au bout d'un certain nombre d'heures de vol, un écrou desserré laisse échapper l'essence et provoque une explosion en plein vol. Douze ouvriers sont arrêtés, parmi lesquels trois reconnaissent être communistes. Deux des communistes sont parmi les six ouvriers qui sont libérés après interrogatoire. Le 27 mai 1940, un tribunal militaire condamne deux ouvriers à vingt ans de travaux forcés et quatre autres sont condamnés à mort, dont Léon Lebeau, communiste qui obtient la grâce présidentielle, mais la question de savoir si les trois autres ont été effectivement fusillés reste ouverte.
Les historiens Jean-Pierre Besse et Claude Pennetier rapportent des analyses faites par des confrères de la question du sabotage et esquissent une conclusion : « [...] Seule une exploitation systématique des archives départementales permettrait [...] de mesurer la réalité de ces sabotages ou de ces appels à sabotages et d'en déterminer la chronologie. Il n'en reste pas moins que la « déclaration d'intention du 20 juin » fait mention des ouvriers fusillés qui sabotaient la défense nationale. Nous trouvons bien dans le tableau statistique quatorze condamnations à mort sans que les raisons soient connues. Tréand et ses amis en ont connaissance et s'en prévalent à la mi-juin. Durant cette période où les évolutions sont aussi rapides que brusques, des directives contraires ont été données et là encore, on peut s'interroger sur la façon dont le militant communiste de base a reçu et interprété ces mots d'ordre. »
Dans un ouvrage paru plus récemment, Jean-Marc Berlière et Franck Liaigre font état de plusieurs autres sabotages et incitations au sabotage. 
Ainsi, un tract distribué en février 1940, déclare aux ouvriers : « [P]ar tous les moyens appropriés, en mettant en œuvre toutes vos ressources d'intelligence, empêchez, retardez, rendez inutilisables toutes les fabrications de guerre. » Des sabotages sont constatés à la Société d'Application Générale d'Électricité et de Mécanique (sabotage de 58 tubes de canon antichar) en octobre 1939, à l'usine de bougies BG en novembre 1939, accompagnés de tracts et papillons calligraphiés, aux usines Renault à Boulogne-Billancourt sur des chars en décembre 1939, à la cartoucherie de Toulouse entre décembre 1939 et février 1940, aux chantiers de constructions navales de Saint-Nazaire...

## Offensive allemande de mai 1940 et la débâcle
En mai 1940, le déferlement des colonnes allemandes sur le pays complique une situation, déjà difficile. Le pays entier vit la débâcle et le parti ne fait pas exception. Le philosophe communiste Georges Politzer sert d'intermédiaire pour nouer des contacts entre le ministre Anatole de Monzie et Benoît Frachon pour constituer une sorte d'union sacrée pour la défense de Paris, mais la ville n'est pas défendue, et le gouvernement et la direction du parti doivent prendre leurs dispositions pour se replier vers le sud. 
Alors que le député d'Amiens, Jean Catelas, reste à Paris, le seul représentant de la direction avec Gabriel Péri, Frachon, et son équipe se retrouvent à Fursannes, près de Limoges, en Haute-Vienne. Victor Michaut, Arthur Dallidet et Mounette Dutilleul sont autour de Frachon.